# Hybomitra osburni
Hybomitra osburni är en tvåvingeart som först beskrevs av James Stewart Hine 1904.  Hybomitra osburni ingår i släktet Hybomitra och familjen bromsar. Inga underarter finns listade i Catalogue of Life.